# Beats (film américain, 2019)
Pour les articles homonymes, voir Beats.
Pour plus de détails, voir Fiche technique et Distribution.
Beats est un film américain réalisé par Chris Robinson, sorti en 2019.

## Synopsis
À Chicago, un adolescent solitaire devient ami avec l'agent de sécurité de son lycée qui décide de l'aider à se lancer dans le hip-hop.

## Fiche technique
- Titre : Beats
- Réalisation : Chris Robinson
- Scénario : Miles Orion Feldsott
- Musique : Timothy Bullock
- Photographie : Joshua Reis
- Montage : David Blackburn
- Production : Glendon Palmer, Christian Sarabia et Robert Teitel
- Société de production : 51 Minds Entertainment et Global Road Entertainment
- Société de distribution : Netflix
- Pays :  États-Unis
- Genre : Drame
- Durée : 109 minutes
- Dates de sortie : 19 juin 2019

## Distribution
- Khalil Everage (VF : Maxime Hoareau) : August Monroe
- Anthony Anderson (VF : Frantz Confiac) : Romelo Reese
- Evan J. Simpson : Laz
- Ashley Jackson (VF : Kaycie Chase) : Niyah
- Uzo Aduba (VF : Céline Ronté) : Carla Monroe
- Megan Sousa : Kari
- Jeremy Phillips : Vern
- Ariana Burks : Leshea
- Skye Sparks (VF : Aurélie Konaté) : Elizabeth
- Emayatzy Corinealdi (VF : Nathalie Karsenti) : Vanessa Robinson
- Paul Walter Hauser (VF : Christophe Lemoine) : Terrence
- Dave East (VF : Diouc Koma) : « Mister Ford »
- Dreezy : Queen Cabrini
- Jalen Austin : J Sprado
- Christopher Ray Robinson II : Tony Bigs

 Source et légende : version française (VF) sur RS Doublage et le carton de doublage français.

## Bande-son
Le film intègre de la musique d'artistes originaires de Chicago comme Young Chop par exemple.